# パレード (プリンスのアルバム)
パレード (Parade) は、プリンスによる1986年のアルバム。プリンス自らが主演、監督を務めた映画『アンダー・ザ・チェリー・ムーン』のサウンドトラックである。

## 解説
プリンス＆ザ・レヴォリューション名義としては3枚目で、また、最終作でもあり、プリンス自身が監督・主演を務めた映画『アンダー・ザ・チェリームーン』のサウンドトラックアルバムである。
全米ナンバーワンヒットをした「KISS」を収録し、アルバムトータルの完成度としても、例えば日本の音楽雑誌BUZZ2005年5月号による80年代のベストアルバムを5枚選ぶという企画でライター6人中3人がこの作品を挙げる等、評論家による評価も高いアルバムだが、肝心の映画が興行成績が振るわなかったばかりでなく、第7回ラジー賞にて最低作品賞・最低男優賞・最低助演男優賞・最低監督賞・最低主題歌賞を受賞し、最低助演女優賞・最低脚本賞にノミネートされる等、散々な成績となってしまったためか、プリンス自身の評価はかなり低く、ベストアルバム等のコンピレーション物ではヒット曲として「KISS」しか収録されず、「KISS」のカップリング曲の「Love or Money」(ラジー賞を受賞した映画主題歌)はCD化すらされていないという現状である。しかし、ライブにおいては上記の「KISS」以外にも、「Sometime Snow in April」は頻繁に演奏される曲であり、また2000年から2010年代前半ごろにかけては「Girls and Boys」や「Mountain」も、時にはアレンジを変えて、演じられている。
「KISS」は、2003年にブリトニー・スピアーズがイン・ザ・ゾーンの制作中に「Guilty」という曲にサンプリングし、制作していたがお蔵入りになってしまった。2015年にリークされた。

## 曲リスト
記載ある物以外は全て作曲、編曲ともプリンスによるもの。
1. クリストファー・トレイシーのパレード - "Christopher Tracy's Parade" (John L. Nelson, Prince) – 2:11
2. ニュー・ポジション - "New Position" – 2:20
3. アイ・ワンダー・ユー - "I Wonder U" – 1:39
4. アンダー・ザ・チェリー・ムーン - "Under the Cherry Moon" (Nelson, Prince) – 2:57
5. ガールズ&ボーイズ - "Girls & Boys" – 5:29
6. ライフ・キャン・ビー・ソー・ナイス - "Life Can Be So Nice" – 3:13
7. ヴィーナス・ドゥ・ミロ - "Venus de Milo" – 1:55
8. マウンテンズ - "Mountains" (lyrics by Prince/music by Wendy and Lisa) – 3:57
9. ドゥ・ユー・ライ? - "Do U Lie?" – 2:44
10. KISS - "Kiss" (arranged by David Z) – 3:37
11. アナザー・ラヴァー - "Anotherloverholenyohead" – 4:00
12. スノウ・イン・エイプリル - "Sometimes It Snows in April" (lyrics by Prince/music by Wendy and Lisa) – 6:48

## チャート
| チャート (1986)           | 最高順位 |
| ------------------------- | -------- |
| U.S. Billboard 200        | 3        |
| U.S. Billboard R&B Albums | 2        |
| UK Albums Chart           | 4        |

## 制作時のトラックリスト
1985年5月1日作成
1. Wendy’s Parade (Christopher Tracy's Paradeの原型)
2. New Position
3. I Wonder U
4. Under The Cherry Moon
5. Others Here With Us (未発表)(叫び声や女性の啜り泣く音声がサンプリングされている)
6. Life Can Be So Nice
7. Velvet Kitty Cat (パープル・レイン デラックスバージョン収録)
8. Sometimes It Snows In April
9. Kiss
10. Old Friends 4 Sale
11. All My Dreams (サイン・オブ・ザ・タイムズ デラックスバージョン収録)

## パーソネル
- Sheila E - ドラムス、カウベル、バッキングボーカル
- Mico Weaver - "Mountains"のリズムギター
- Jonathan Melvoin - "Do U Lie?"のドラム
- Eric Leeds - ホーン
- Atlanta Bliss - トランペット
- Wendy & Lisa - "Girls & Boys"のバッキングボーカル
- Mazarati - "Kiss"のバッキングボーカル
- Susannah Melvoin - バッキングボーカル
- Marie France - "Girls & Boys"のフランス語の声